# Теодоро Лонфернини
Теодоро Лонфернини (итал. Teodoro Lonfernini; Сан Марино, 12. мај 1976) је политичар из Сан Марина. Члан је Великог и генералног савета Сан Марина. Рођен је у Сан Марину а живи у Серавалеу. Изабран је за капетана-регента Сан Марина 1. октобра 2012. заједно са Дениз Бронцети.

## Биографија
По занимању је геометар, а магистрирао је права и радио у породичној нотарској канцеларији.
У политику је ушао 2002. када се учланио у Демохришћанску странку Сан Марина у одбору за Борго Мађоре, а исте године је приступио централном савету странке.
Од 2007. до 2010. је радио као уредник новина „Il San Marino“.
На изборима 2008. је изабран за посланика на листи Демохришћанске странке Сан Марина и постао је члан бројних комитета (сталних комитета за спољне послове, финансије, локалну политику као и за парламентарну сарадњу).
У новембру 2010. је изабран за председника Централног савета Демохришћанске странке Сан Марина.